# Мюка
Мюка или Ми́ков (нем. Mücka; в.-луж. Mikow) — коммуна в Германии, в земле Саксония. Подчиняется административному округу Дрезден. Входит в состав района Гёрлиц. Подчиняется управлению Диза. Население составляет 1127 человек (на 31 декабря 2010 года). Занимает площадь 24,31 км².
Коммуна подразделяется на 3 сельских округа:
- Лайпген (Липинки)
- Фёрстген (Долга-Боршч)
- Фёрстген-Ост (Долга-Боршч-Вуход)

Входит в состав культурно-территориальной автономии «Лужицкая поселенческая область», на территории которой действуют законодательные акты земель Саксонии и Бранденбурга, содействующие сохранению лужицких языков и культуры лужичан. Официальным языком в населённом пункте, помимо немецкого, является лужицкий.